# استان ساساری
استان ساساری (به ایتالیایی: Province di Sassari) استانی در غربی کشور ایتالیا است. ساساری در منطقهٔ ساردنی قرار دارد و مرکز آن شهر ساساری است. مساحت این استان ۴٬۲۸۲ کیلومترمربع و جمعیت آن طبق سرشماری سال ۲۰۱۱ میلادی، تقریباً ۳۲۹٬۶۱۶ نفر بوده‌است.